# Galewice (gmina)
Galewice – gmina wiejska w województwie łódzkim, w powiecie wieruszowskim. W latach 1975–1998 gmina położona była w województwie kaliskim.
Siedziba gminy to Galewice.
Według danych z 31 grudnia 2011 gminę zamieszkiwały 6254 osoby. Natomiast według danych z 31 grudnia 2017 roku gminę zamieszkiwało 6199 osób.
Według danych z 31 grudnia 2019 roku gminę zamieszkiwało 6115 osób.

## Struktura powierzchni
Według danych z roku 2002 gmina Galewice ma obszar 135,79 km², w tym:
- użytki rolne: 52%
- użytki leśne: 40%

Gmina stanowi 23,57% powierzchni powiatu.

## Demografia

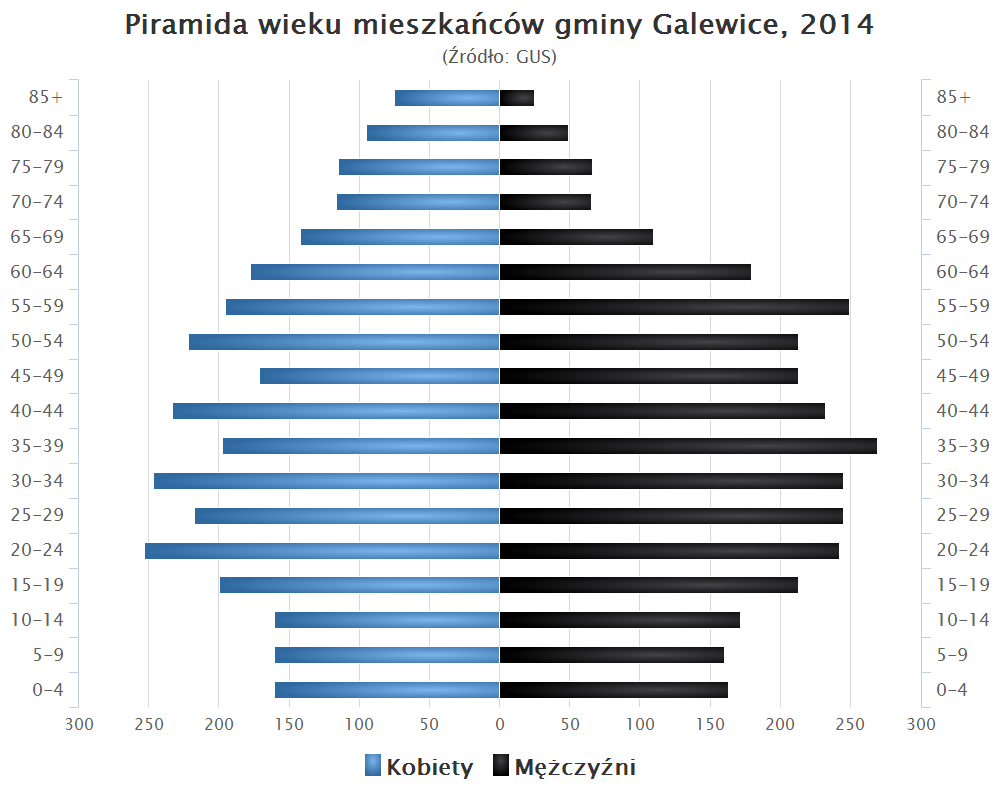
Piramida wieku mieszkańców gminy Galewice w 2014 roku

Dane z 31 grudnia 2011:
| Opis                              | Ogółem | Ogółem | Kobiety | Kobiety | Mężczyźni | Mężczyźni |
| --------------------------------- | ------ | ------ | ------- | ------- | --------- | --------- |
| jednostka                         | osób   | %      | osób    | %       | osób      | %         |
| populacja                         | 6254   | 100    | 3160    | 50,5    | 3094      | 49,5      |
| gęstość zaludnienia (mieszk./km²) | 46,1   | 46,1   | 23,3    | 23,3    | 22,8      | 22,8      |

## Rezerwaty przyrody
Na terenie gminy znajduje się rezerwat przyrody Długosz Królewski w Węglewicach chroniący stanowisko długosza królewskiego na siedlisku boru bagiennego.

## Sołectwa
Biadaszki, Brzózki, Dąbie, Foluszczyki, Galewice, Galewice A, Gąszcze, Jeziorna, Kaski, Kaźmirów, Kolonia Osiek, Kużaj, Niwiska, Osiek, Osowa, Ostrówek, Pędziwiatry, Przybyłów, Rybka, Spóle, Węglewice, Żelazo

## Pozostałe miejscowości
Brzeziny, Dąbrówka, Grądy, Kalety, Konaty, Kostrzewy, Okoń, Osiek (leśniczówka), Plęsy, Plęsy (leśniczówka), Smolarnia, Tokarzew, Załozie, Zataje, Żydowiec.

## Sąsiednie gminy
Czajków, Doruchów, Grabów nad Prosną, Klonowa, Lututów, Sokolniki, Wieruszów